# Gruppo Motore
Il Gruppo Motore è stato un gruppo di cabaret fondato da Enzo Jannacci che debuttò nel 1965 nel locale milanese Derby Club. Ha in seguito ottenuto successo e visibilità televisiva grazie al successo del duo comico Cochi e Renato.

## Storia
Gli artisti coinvolti in quello che avrebbe preso poi il nome di Gruppo Motore ebbero in maggior parte le loro prime esperienze al Cab 64 di Milano, fondato da Velia e Tinin Mantegazza, fuoriusciti dal Derby Club, nel 1964. Qui Tinin Mantegazza svolgeva il ruolo di direttore artistico, Velia Mantegazza teneva uno spettacolo di pupazzi con cui animava favole sonore di Jacques Perrotin, Bruno Lauzi faceva lo chansonnier alla francese, Cochi e Renato e Lino Toffolo tenevano uno spettacolo comico. A questi, tra la fine del 1964 e gli inizi del 1965, si unì Felice Andreasi, dopodiché Enzo Jannacci radunò attorno a sé questi artisti e, con l'eccezione dei coniugi Mantegazza, li portò al Derby Club, del quale era divenuto direttore artistico in sostituzione di Enrico Intra, direttore artistico del locale fino al 1964, che per questo motivo era precedentemente noto con il nome Intra's Derby Club. Diede loro il nome di Gruppo Motore e organizzò un lavoro di squadra all'interno del locale basato su un umorismo aggressivo e surreale.
Gli artisti del Gruppo Motore riscossero successo televisivo tra la fine degli anni sessanta e gli inizi dei settanta grazie soprattutto alle apparizioni di Cochi e Renato in programmi come Quelli della domenica (1968), È domenica, ma senza impegno (1969), Il buono e il cattivo (1972), Il poeta e il contadino (1973) e Canzonissima (1974). In particolare ne Il buono e il cattivo e Il poeta e il contadino vi compaiono comici che in quegli anni si stavano affermando nel cabaret milanese del Derby Club, come I Gatti di Vicolo Miracoli nella primitiva formazione a cinque con Gianandrea Gazzola e Spray Mallaby, o componenti del Gruppo Motore, come Felice Andreasi, ospite fisso de Il poeta e il contadino.

## Formazione
- Felice Andreasi
- Enzo Jannacci
- Bruno Lauzi
- Cochi Ponzoni
- Renato Pozzetto
- Lino Toffolo